# 1935年2月3日日食
1935年2月3日日食是一次日偏食，發生於1935年2月3日。新月當天（即朔日），地球上觀測到月球和太阳的角距離極小，此時月球如果恰好在月球交點附近，穿過太阳和地球之間，與地球、太阳接近一直線，則會出現日食。由於月球偏北或偏南，本影及偽本影從地球以北或以南經過而未接觸地表，只有半影覆蓋了地球北端或南端部分區域，形成日偏食。此次日偏食月球偏北，出現在北美洲大部及周邊部分地區。
通常每年有2次日食，而1935年共有5次，是20世紀唯一發生日食最多的一年。其中包括4次日偏食和1次日環食。本次日食是其中第二次，距上一次日食，1935年1月5日僅1個月。

## 日食概況

### 出現區域
本次日偏食可在阿拉斯加領地（今美国阿拉斯加州）、加拿大除北部外的大部、紐芬蘭自治領（今加拿大紐芬蘭與拉布拉多省）、圣皮埃尔和密克隆、格陵兰南半部、美国、百慕大、中美洲大陸部分除巴拿馬地峽外的大部、大安的列斯群岛西部、冰岛中西部看到。

### 基本參數
- 類型：日偏食
- 食分最大處（位於加拿大西北地区大奴湖西北角）資料：
  - 時間：1935年2月3日16:15:56
  - 地點：62°30′N 115°24′W / 62.5°N 115.4°W
  - 食分：0.7390（日食帶內最大）[3]

## 相關的日食

### 1931-1935年的日食
月球交替位於相對的月球交點時，以半個交點年（食年），即約177天又4小時間隔出現下列日食。
註：1931年4月18日和1931年10月11日的日偏食屬於上一組交點年系列。1935年1月5日、1935年6月30日的日偏食和1935年12月25日的日環食屬於下一組交點年系列。
| 1931年至1935年的日食系列 | 1931年至1935年的日食系列 | 1931年至1935年的日食系列 | 1931年至1935年的日食系列 | 1931年至1935年的日食系列 | 1931年至1935年的日食系列 |
| ------------------------ | ------------------------ | ------------------------ | ------------------------ | ------------------------ | ------------------------ |
| 降交點                   | 降交點                   |                          | 升交點                   | 升交點                   |                          |
| 沙羅周期                 | 地圖                     | 沙羅周期                 | 地圖                     |                          |                          |
| 114                      | 1931年9月12日 偏食（北） | 119                      | 1932年3月7日 環食        |                          |                          |
| 124                      | 1932年8月31日 全食       | 129                      | 1933年2月24日 環食       |                          |                          |
| 134                      | 1933年8月21日 環食       | 139                      | 1934年2月14日 全食       |                          |                          |
| 144                      | 1934年8月10日 環食       | 149                      | 1935年2月3日 偏食（北）  |                          |                          |
| 154                      | 1935年7月30日 偏食（南） |                          |                          |                          |                          |

### 沙羅周期
沙羅周期長度為18年11天。本次日食屬於沙羅周期149，共包含71次日食，依次為1664年8月21日至2025年3月29日的21次日偏食、2043年4月9日至2331年10月2日的17次日全食、2349年10月13日至2385年11月3日的3次全環食（亦稱混合食）、2403年11月15日至2800年7月13日的23次日環食、2818年7月24日至2926年9月28日的7次日偏食，總共歷時1262.11年。其中最長的全食發生於2205年7月17日，共持續4分10秒。
下表列舉了1901年至2100年間發生的屬於該週期的日食，是第15至25次：
| 15            | 16            | 17            |
| ------------- | ------------- | ------------- |
| 1917年1月23日 | 1935年2月3日  | 1953年2月14日 |
| 18            | 19            | 20            |
| 1971年2月25日 | 1989年3月7日  | 2007年3月19日 |
| 21            | 22            | 23            |
| 2025年3月29日 | 2043年4月9日  | 2061年4月20日 |
| 24            | 25            |               |
| 2079年5月1日  | 2097年5月11日 |               |

## 資料來源
1. ↑  樊忠玉. . 中国天文科普网.   [2016-03-31]. （原始内容存档于2014-09-17）.
2. ↑  Fred Espenak. . NASA Eclipse Web Site.   [2016-03-31]. （原始内容存档于2020-10-20）.（英文）
3. ↑  Fred Espenak. . NASA Eclipse Web Site.   [2016-03-31]. （原始内容存档于2020-10-28）.（英文）
4. ↑  Fred Espenak. . NASA Eclipse Web Site.（英文）

## 外部連結
- NASA日食專頁（页面存档备份，存于）（英文）
- 可見區域圖和時間統計：由弗雷德·埃斯佩納克做出的日食預報，NASA/GSFC
  - 貝塞爾元素

| \| \| 日食 \|                            |                             |                                           |
| 上一次日食： 1935年1月5日日食 （日偏食） | 1935年2月3日日食 （日偏食） | 下一次日食： 1935年6月30日日食 （日偏食） |
| 上一次日偏食： 1935年1月5日日食          | 1935年2月3日日食 （日偏食） | 下一次日偏食： 1935年6月30日日食          |
|                                          | 日食                        |                                           |